# Чай с Муссолини
«Чай с Муссолини» (англ. Tea With Mussolini) — полуавтобиографический художественный фильм итальянского режиссёра Франко Дзеффирелли, вышедший в прокат в Италии 26 марта 1999 года.
Премьера в Великобритании состоялась 2 апреля. Фильм демонстрировался в июле 1999 года на фестивале в Карловых Варах.
Слоган фильма: «История цивилизованного неповиновения» (англ. A Story of Civilized Disobedience).

## Сюжет
Флоренция. 1935 год.
Колония пожилых остроумных англичанок («скорпионши») восторгается энергичным  дуче, который ведёт себя как джентльмен, к тому же сумел заставить итальянские поезда ходить по расписанию. Дамы проводят дни, посещая музеи, организуя пикники в английском стиле, ведя светские беседы. Вдова английского посла леди Хестер Рэндом даже встречалась с Муссолини за чашечкой чая, ходатайствуя о защите колонии от нападений фашистов.
Под руководством Мэри Уоллес пожилые англичанки с помощью богатой американской еврейки Эльзы присматривают за внебрачным сыном местного торговца — маленьким Лукой, мать которого скончалась (судьба этого мальчика во многом воспроизводит судьбу самого режиссёра).
Над Европой сгущаются тучи, Италия объявляет войну Великобритании, изменяется и отношение властей к «скорпионшам». Теперь нужно учить немецкий язык и любить всё немецкое, ведь «время Англии закончилось» (как отмечает отец Луки). «Я бы не сказала», — отвечает ему мисс Уоллес.
«Скорпионш» высылают в маленький городок Сан-Джиминьяно, но и там они сохраняют достоинство и стараются помочь страждущим.
Заканчивается сюжет в 1944 году, когда шотландские части и партизаны (куда успел вступить подросший Лука) оккупируют Сан-Джиминьяно. Незадолго до бегства немцев английские старушки спасают историческое здание от взрыва, буквально примотав себя к нему бикфордовым шнуром.

## В ролях
- Джуди Денч — Арабелла, артистка и певица.
- Джоан Плаурайт — Мэри Уоллес
- Мэгги Смит — Леди Хестер Рэндом, вдова британского посла (1926−1929) в Италии, большая поклонница дуче
- Лили Томлин — Джорджи Роквелл, американка, занимающаяся археологическими раскопками в Италии.
- Шер — Эльза Моргенталь Штраусс-Армистан, американская певица, вышедшая замуж за пожилого богача, любительница Пикассо
- Майкл Уильямс — британский консул
- Массимо Гини — Паоло
- Бэйрд Уоллес — Лука
- Чарли Лукас — Лука (ребёнок)
- Паоло Сеганти — Витторио Фанфанни
- Мино Беллеи — Чезаре
- Пол Чекер — Уилфред Рэндом, внук леди Хестер Рэндом
- Тесса Причард — Конни Рейнор
- Клаудио Спадаро[итал.] — дуче Муссолини
- Паула Джейкобс — Молли
- Беттин Милн — Эдит
- Хейзел Парсонс — Хейзел
- Хелен Стирлинг — Урсула
- Кэтлин Дойл — Норма
- Крис Ларкин — майор Гибсон

## Съёмочная группа
- Режиссёр: Франко Дзеффирелли
- Сценарист: Джон Мортимер

на основе автобиографии Франко Дзеффирелли
- Продюсеры: Клайв Парсонс, Риккардо Тоцци, Джиованнелла Дзаннони, Фредерик Мюллер
- Исполнительный продюсер: Марко Кименц
- Композиторы: Стефано Арнальди, Алессио Влад
- Оператор: Дэвид Уоткин
- Монтаж: Тарик Анвар
- Художники по костюмам: Анна Анни, Дженни Биван, Альберто Спиацци

## Премии и номинации

### Премии
- 2000 — Премия BAFTA Мэгги Смит за лучшее исполнение роли актрисы второго плана
- 2000 — Премия Гильдии голливудских гримёров и стилистов (Hollywood Makeup Artist and Hair Stylist Guild Awards) Вивиан МакЭтиер — за лучшие причёски и Леонарду Энгельману — за лучший грим
- 2000 — «Серебряная лента» Анне Анни и Альберту Спиацци — лучшим художникам по костюмам[4]

### Номинации
- 1999 —   Премия Golden Trailer Awards за лучший драматический фильм[5]
- 2000 — Дженни Беван, Анну Анни и Альберта Спиацци на премию BAFTA за лучшую работу художника по костюмам